# Visoka (Arilje)
Visoka es un pueblo ubicado en la municipalidad de Arilje, en el distrito de Zlatibor, Serbia.

## Superficie
Posee una superficie de 34,26 kilómetros cuadrados.

## Demografía
Hasta 2011 la población era de 357 habitantes, con una densidad de población de 10,42 habitantes por kilómetro cuadrado.